# Dzierżoniów
Dzierżoniów (do roku 1946 Rychbach, před rokem 1945 Reichenbach) je historické a průmyslové město v Dolnoslezském vojvodství v Polsku. Leží v podhůří Sovích hor na řece Piławě. Je sídlem okresu Dzierżoniów a v roce 2020 mělo 32 859 obyvatel. Současný název dostalo roku 1945 na počest katolického faráře Jana Dzierżona.

## Doprava
Město má dopravní napojení na železniční síť (Železniční trať Katowice–Legnica, nádraží Dzierżoniów Śląski). Hlavní silniční tahy se nicméně Dzierżoniowu vyhýbají. Ve městě je zřízena síť autobusové dopravy, která je funkční od roku 1950[zdroj?] a která spojuje město s ostatními sídly v blízkém okolí.

## Historie

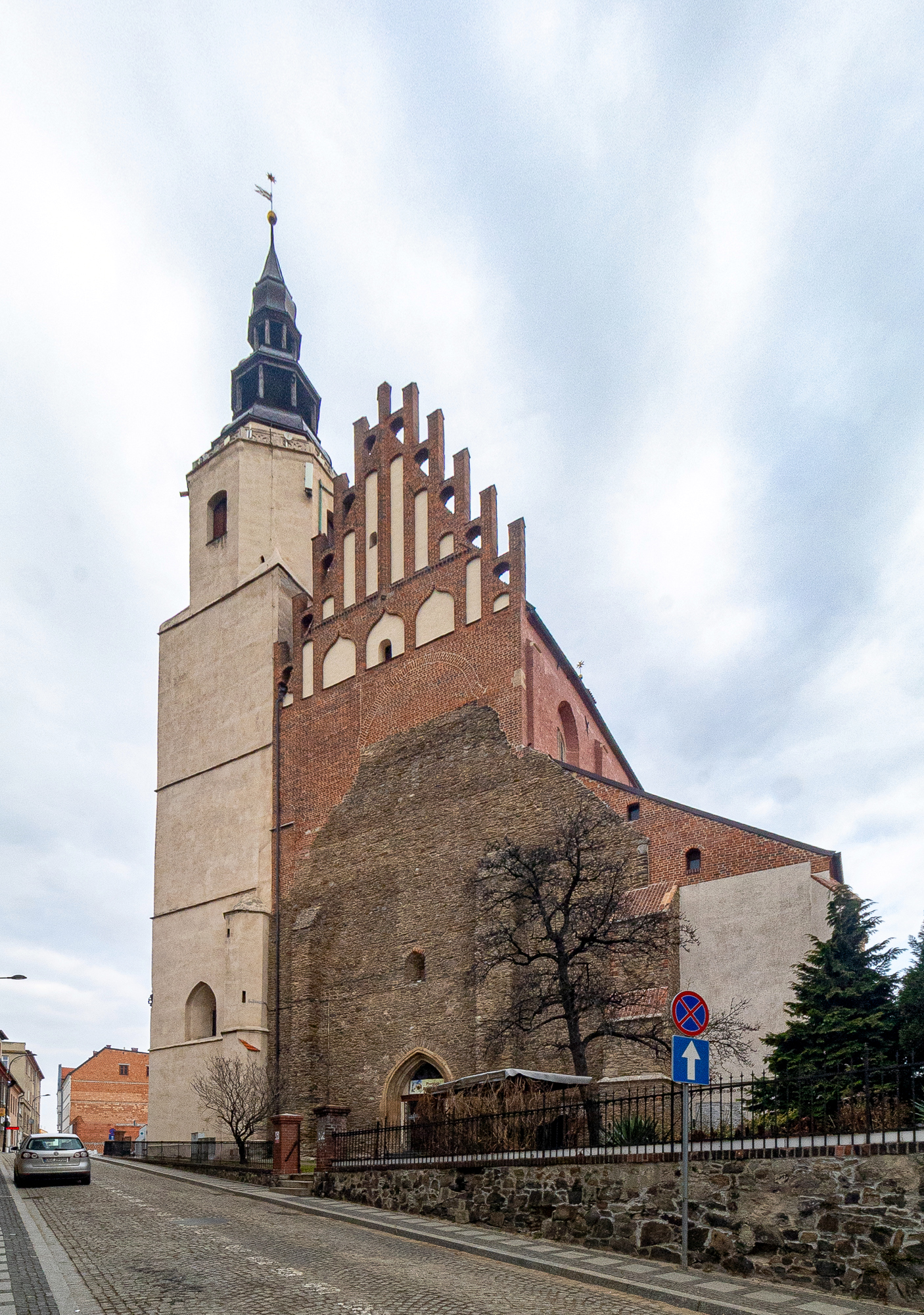
Kostel sv. Jiří

Podle romantické pověsti, zapsané Ludwigem Bechsteinem, město založil římský vojevůdce Lucca v roce 300 společně s Franky a slovanskými Wendy a na návrší vztyčili sochu boha Svantovíta. Slovanské osídlení pozdějšího období potvrzují archeologické nálezy z 9.-12. století.
První písemné doklady pocházejí z roku 1250 a vztahují se k lokátorovi Heinrichovi z Rychenbachu, který obýval tvrz zvanou Homole. Po polovině 13. století bylo město vysazeno na pravidelném půdorysu s velkým tržním náměstím, roku 1258 se připomíná kostel sv. Jiří a roku 1266 zdejší fojt.. Usídlila se zde také komenda řádu johanitů, pozdějších maltézských rytířů. V roce 1290 město získalo pečeť s obrazem svatého Jiří zabíjejícího draka na pozadí městských hradeb – současný městský znak. Nejdříve město patřilo pod správu vratislavských knížat, pod vládou polské dynastie Piastovců. V rozvoji řemesel vynikli od 60. let 13. století tkalci a krejčí, kteří měli od roku 1369 svůj cech. Město se stalo jedním z hlavních center Javorsko-svídnického knížectví. Od roku 1392 bylo město součástí zemí Koruny české a v následujícím století bylo pustošeno během husitských válek.
Roku 1526 v rámci zemí České koruny město přešlo pod vládu Habsburků. Zlatým věkem velkého rozvoje obchodu a řemesel bylo 16. století, skončil počátkem třicetileté války v roce 1618. Během sedmileté války se v blízkosti města odehrála bitva u Reichenbachu, ve které zvítězilo pruské vojsko nad rakouským a přispělo k připojení většiny území Slezska k Prusku. Od druhé poloviny 18. století město zastávalo důležitou diplomatickou funkci.
V 19. století bylo centrem textilního průmyslu. V někdejší vile textilního továrníka Hermanna Cohna nyní sídlí Městské muzeum. Při hospodářské krizi v roce 1848 došlo k ostrým protestům dělníků, které se staly námětem dramatu spisovatele Gerharta Hauptmanna. V roce 1871 se Prusko stalo částí sjednoceného Německa. Od 19. století město investovalo do rozvoje komunikací, a roku 1855 bylo otevřeno železniční spojení se Svídnicí. Na přelomu 19. a 20. století vznikla také lokální železnice.
Po druhé světové válce se změnil název z Rychbachu na Dzierżoniów. V té době bylo vysídleno původní německé obyvatelstvo a nahrazeno obyvatelstvem polským, přesídleným z východních částí země, které byly připojeny k SSSR. Po válce opět došlo k rozvoji průmyslu, jak textilního, tak především elektrotechnického – vznikl závod Diora. Mezi lety 1975 a 1998 patřil Dzierżoniów do Valbřišského vojvodství.

## Insignie města
Městský znak se svatým Jiřím drakobijcem doplňuje také vlajka. Dále má město vlastní fanfáry.

## Historické památky
- Kostel svatého Jiří, gotický
- Kostel Neposkvrněného početí Panny Marie, gotický
- Kostel Panny Marie Matky církve, klasicismus
- Kostel Nejsvětější Trojice, gotický
- Středověké městské hradby
- Bývalý augustiniánský klášter
- Socha svatého Jana Nepomuckého, barokní
- Radnice (Ratusz)
- Městské muzeum Dzierżoniów (Muzeum Miejskie Dzierżoniowa)
- Bývalý Hotel Polonia
- Policejní komisariát
- Synagoga a židovský hřbitov

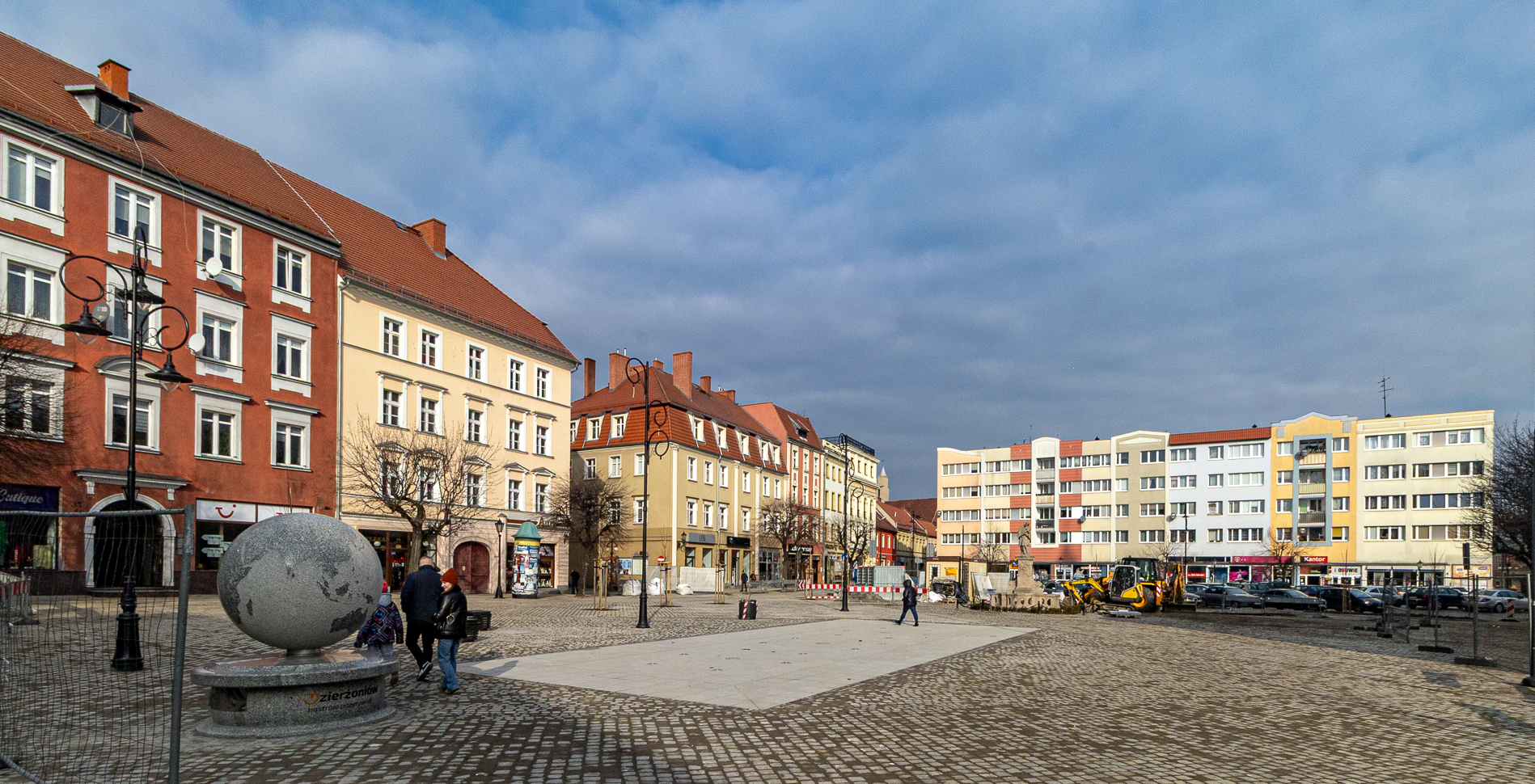
Domy na náměstí
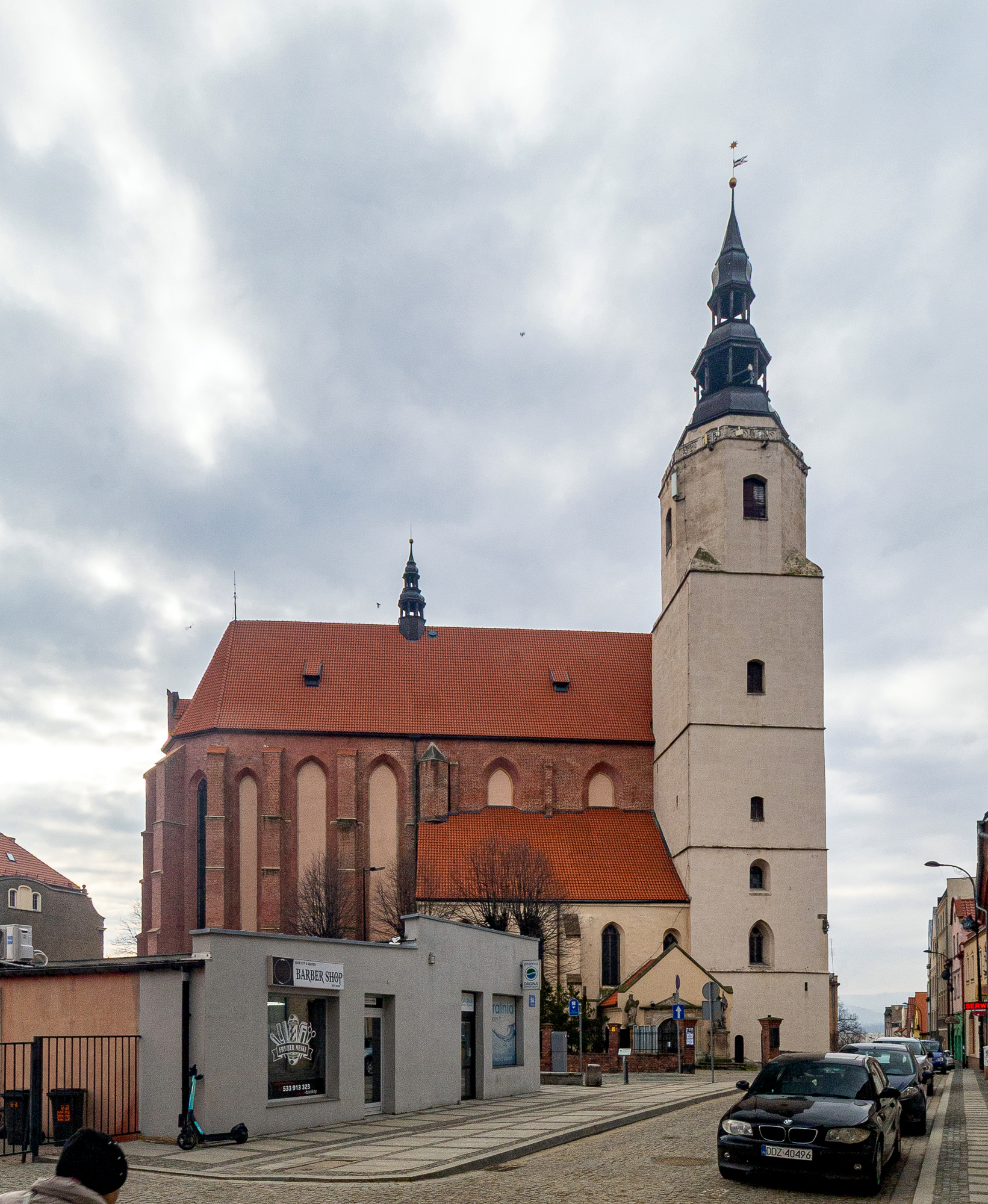
Kostel svatého Jiří
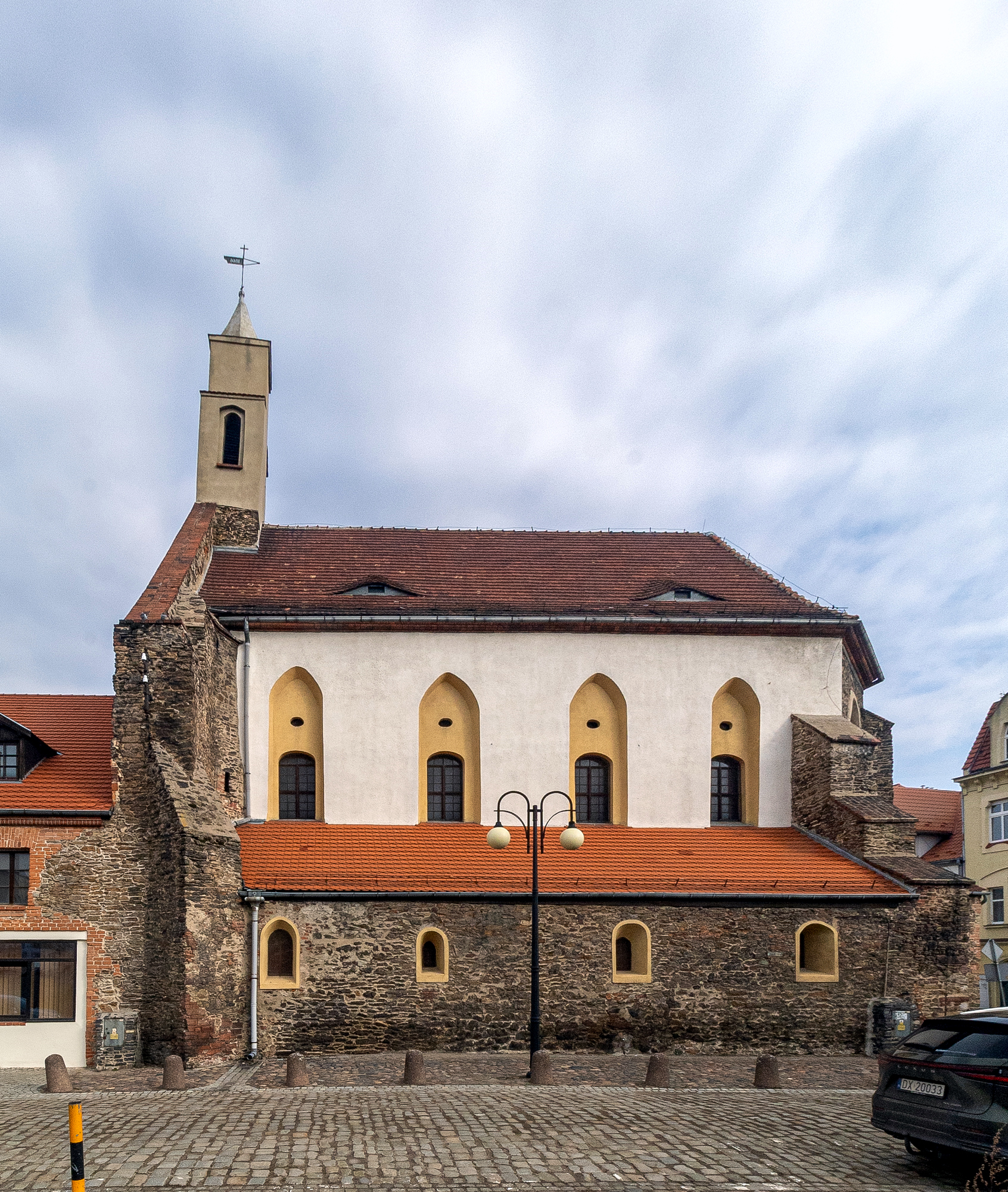
Kostel Neposkvrněného početí Panny Marie
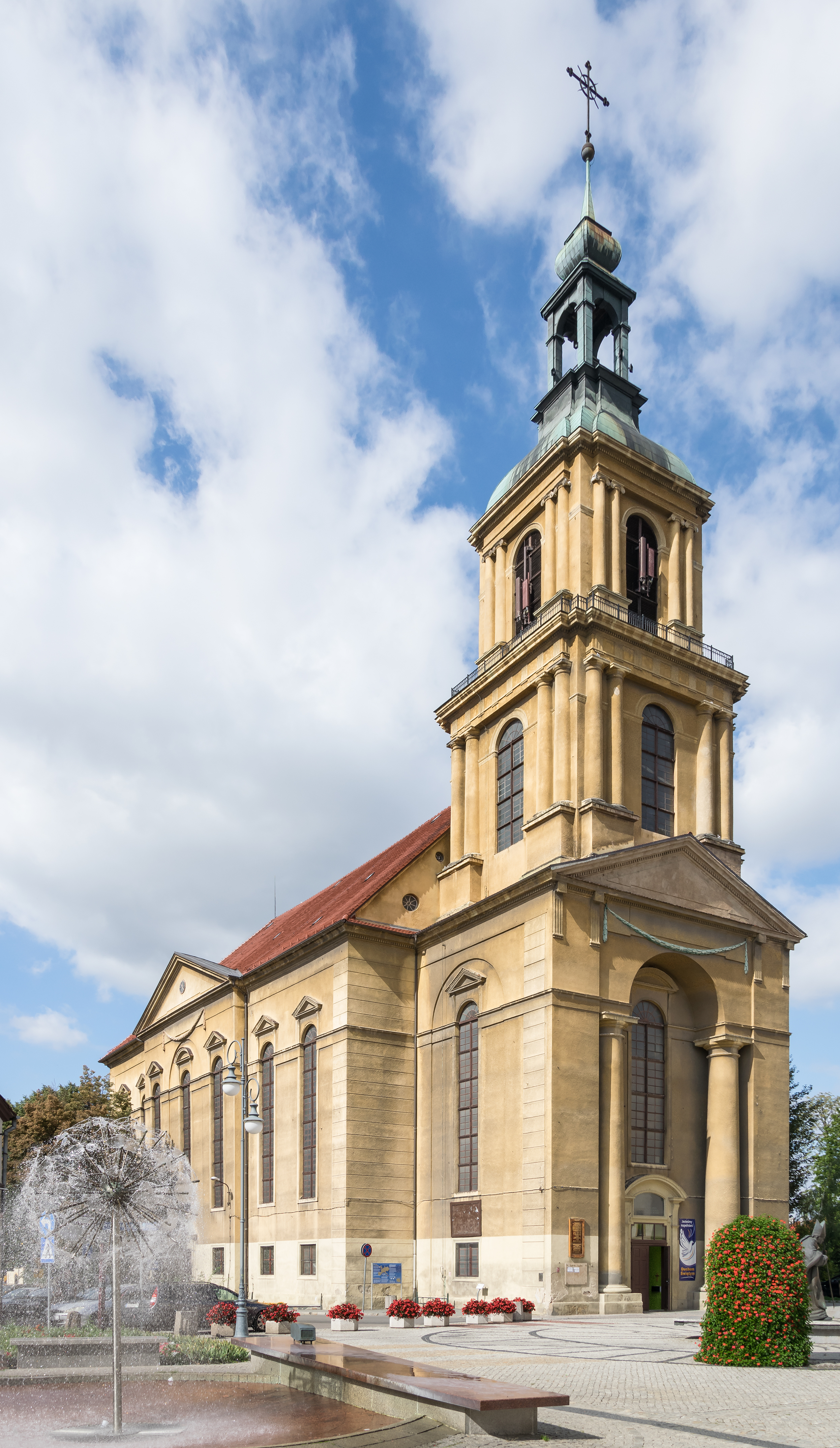
Kostel Panny Marie Matky církve, původně evangelický kostel
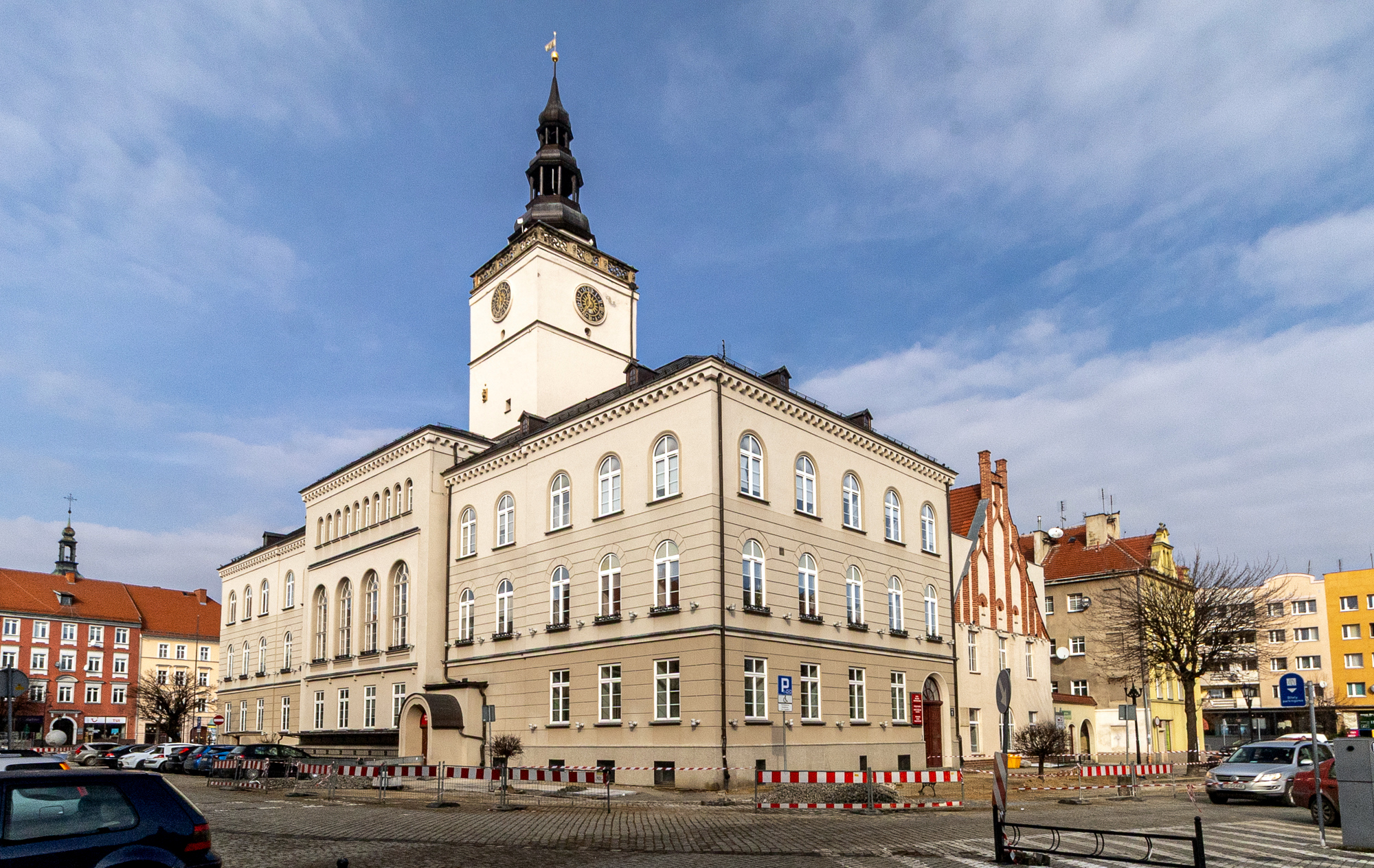
Radnice
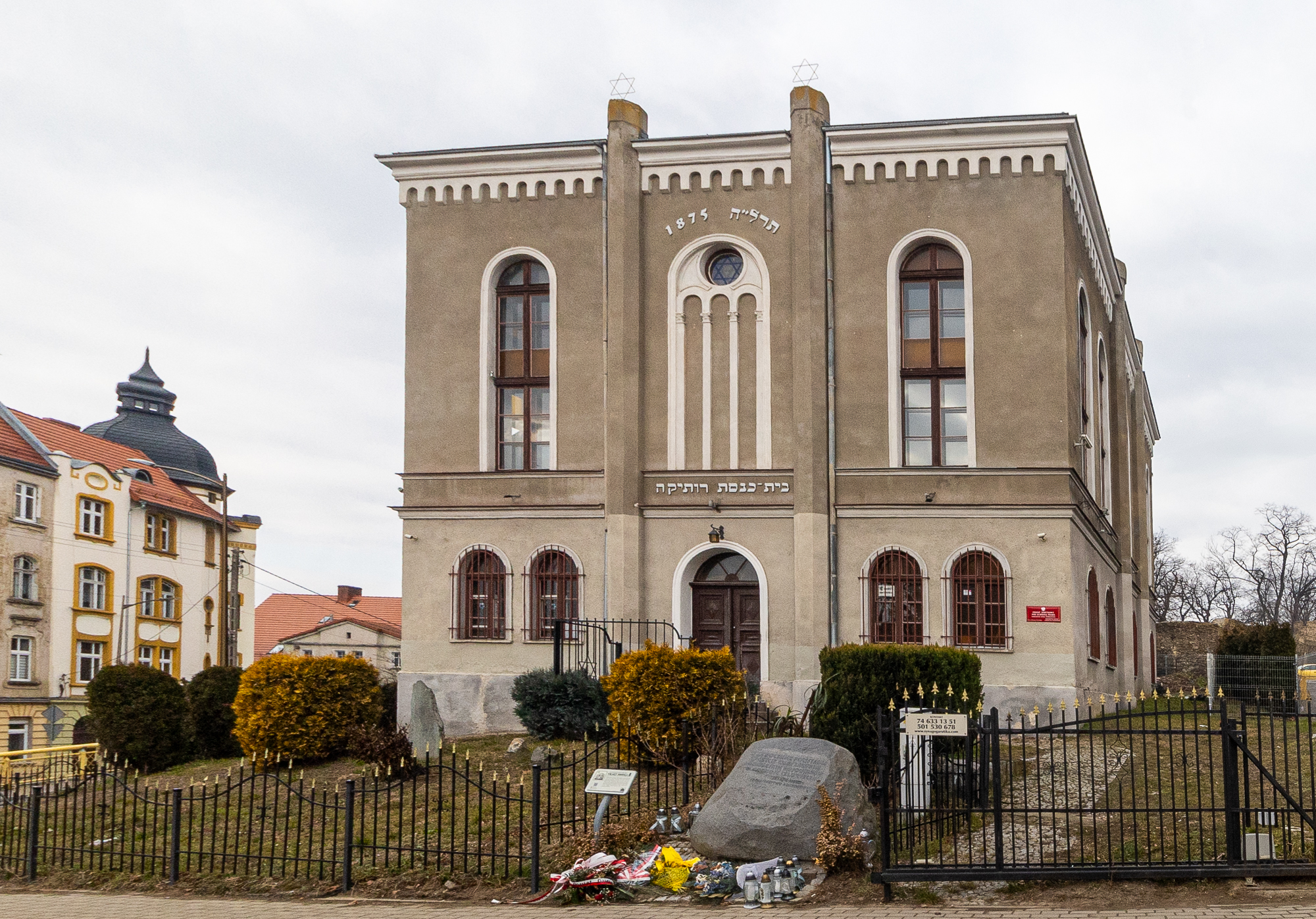
Dzierżoniówská synagoga
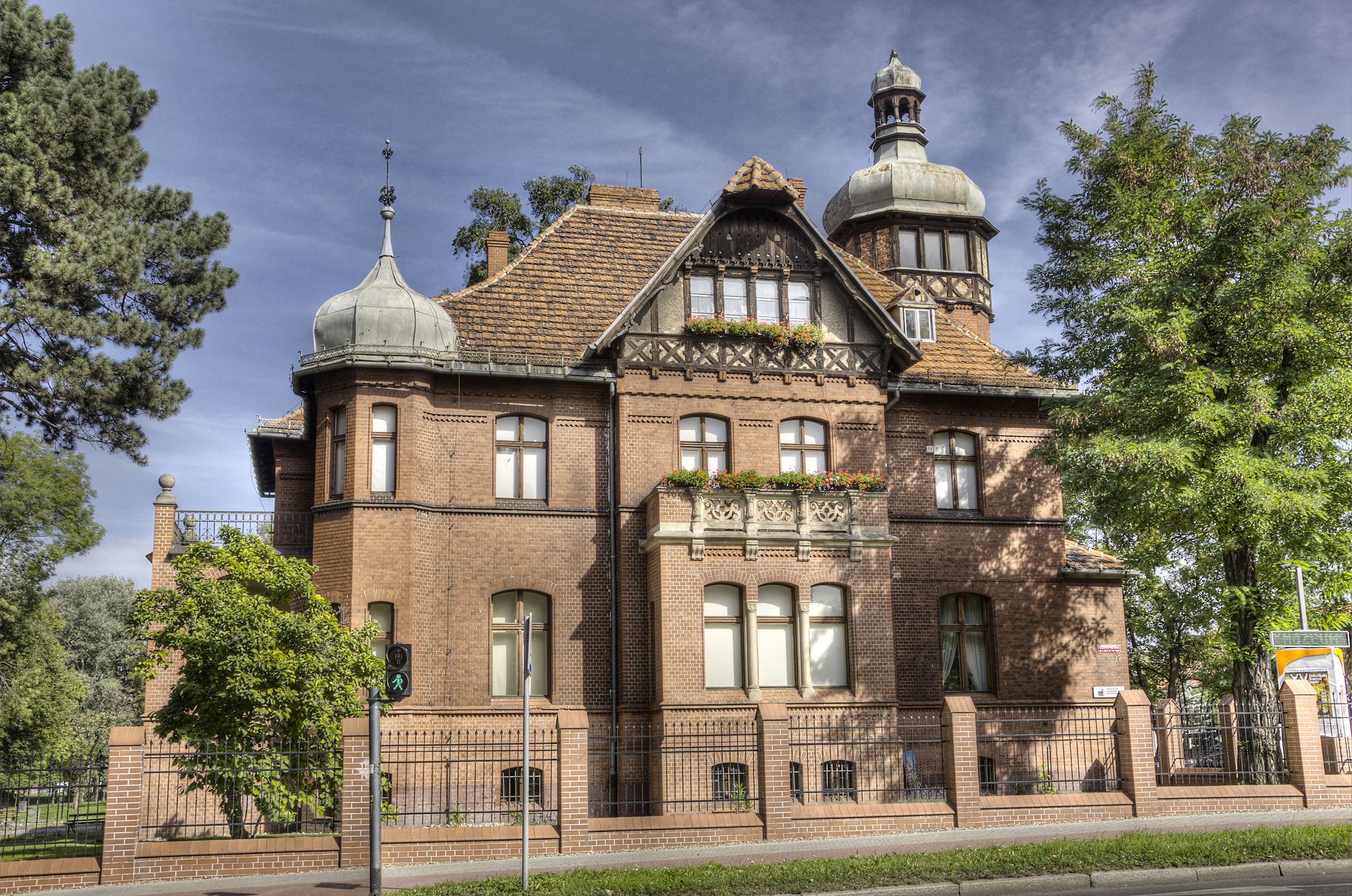
Městské muzeum Dzierżoniów
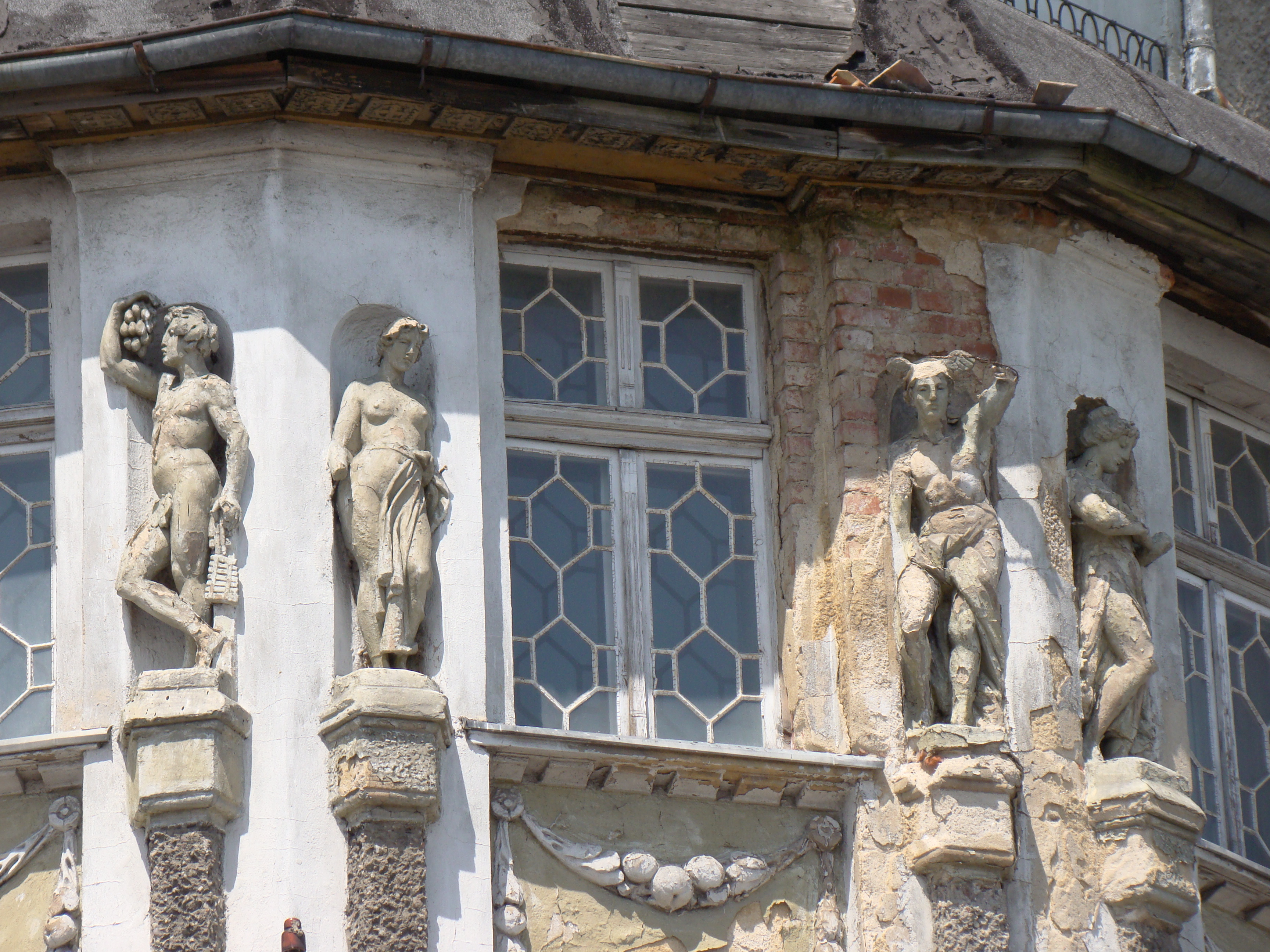
Hotel Polonia
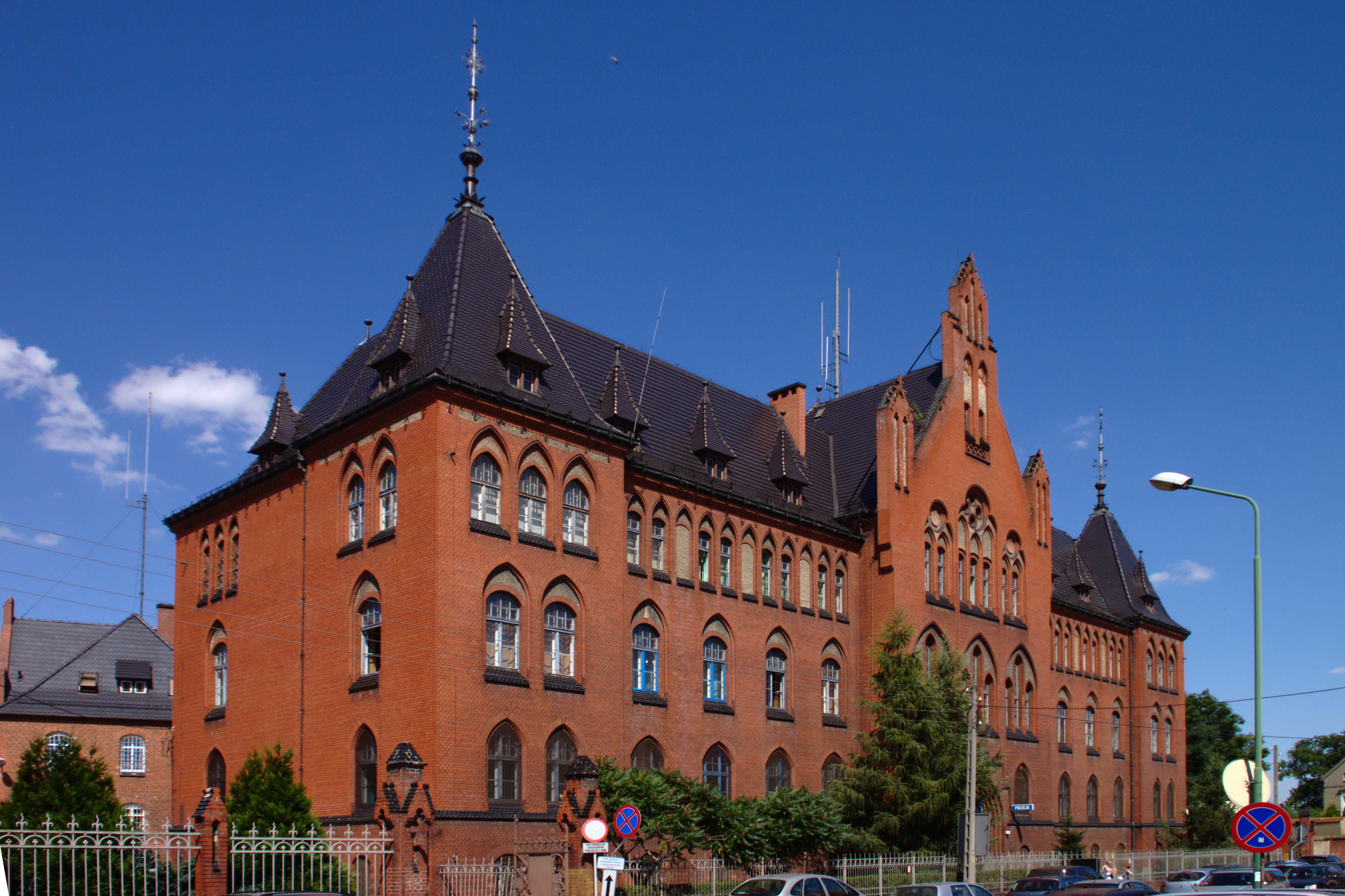
Policejní komisariát

## Sport
Nejvýznamnějším fotbalovým klubem ve městě je Lechia Dzierżoniów.

## Osobnosti
- Pavel z Haugwitz (1791-1856), hrabě z Haugvic a svobodný pán z Malé Obiše; voják, pruský úředník
- Ferdinand Bithorn (* asi 1815-1865), malíř düsseldorfské školy nazarénů
- Ryszard Szydłowski – pedagog a člen městské rady, čestný občan partnerského města Lanškrouna[7]
- Krzysztof Piątek (* 1995), fotbalista

## Partnerská města
- Bischofsheim (Německo)
- Crewe and Nantwich (Spojené království)
- Hajdúszoboszló (Maďarsko)
- Lanškroun (Česko)
- Serock (Polsko)
- Kluczbork (Polsko)